# Donji Gajtan
Donji Gajtan (en serbe cyrillique : Доњи Гајтан) est un village de Serbie situé dans la municipalité de Medveđa, district de Jablanica. Au recensement de 2011, il comptait 81 habitants.

## Démographie
| 1948 | 1953 | 1961 | 1971 | 1981 | 1991 | 2002 | 2011 |
| ---- | ---- | ---- | ---- | ---- | ---- | ---- | ---- |
| 489  | 585  | 526  | 389  | 315  | 160  | 142  | 81   |

|  |